# Mother's Milk
Mother's Milk —en español Leche Materna— es el cuarto álbum de estudio de la banda californiana Red Hot Chili Peppers. Producido por Michael Beinhorn, quien ya había trabajado con el grupo en su anterior álbum (The Uplift Mofo Party Plan), fue lanzado al mercado el 16 de agosto de 1989 bajo el sello de la compañía EMI. Han sido vendidas más de dos millones de copias de este disco, consiguiendo el estatus de disco de platino y convirtiéndose en el primer gran éxito comercial de la banda. Mother's Milk alcanzó el #52 en el ranking "Billboard's top 200", y obtuvo un amplio reconocimiento con los sencillos "Knock Me Down" y la versión de Stevie Wonder "Higher Ground". A principios de 1990 se convertiría en el primer disco de oro de la banda y en el primer paso para alcanzar el éxito internacional. En 2003 Capitol Records y EMI lanzaron una versión remasterizada del álbum, con seis nuevos temas (demos, versiones descartadas y temas en directo).
Casi un año antes del lanzamiento del disco, el guitarrista Hillel Slovak murió de sobredosis, lo que causó que el batería Jack Irons abandonase la banda. John Frusciante y Chad Smith los reemplazaron respectivamente. Frusciante alteraría en gran medida el sonido de la banda, poniendo más énfasis en sonidos melódicos que en los rítmicos, que hasta entonces dominaban el estilo del grupo californiano. Michael Beinhorn quiso dotar al álbum de un sonido más contundente, con riffs de guitarra heavy metal así como un excesivo overdubbing, lo que no era del agrado de Frusciante, y aquello provocó enfrentamientos entre ambos.
Se han realizado videoclips a partir de las canciones "Knock Me Down", "Higher Ground", "Taste The Pain", "Good Time Boys" y "Fire".
El álbum originalmente fue un proyecto titulado The Rockin' Freakapotamus, pero con la muerte de Slovak terminaron las grabaciones. Hoy en día el club de fanes oficial de los Red Hot Chili Peppers recibe este nombre.

## Antecedentes
Después de que la banda firmara un acuerdo en 1983 con el sello discográfico EMI, el grupo se estableció como destacada banda de funk rock con su álbum debut The Red Hot Chili Peppers. Decepcionandos con los resultados de aquella producción, Anthony Kiedis y Flea decidieron reemplazar al guitarrista Jack Sherman por uno de los miembros fundadores de la banda, su amigo Hillel Slovak, quien había abandonado su otra banda, What Is This?, unas semanas atrás. El grupo grabó en 1985 su segundo álbum de estudio, Freaky Styley, bajo la producción de George Clinton. The Uplift Mofo Party Plan, que fue lanzado en 1987, supuso la vuelta del otro componente fundador de los Chili Peppers, Jack Irons, que también había dejado What Is This?. Este álbum recibió buenas críticas, y alcanzó el puesto 148 del Billboard 200. La consecuente gira de conciertos acabó trágicamente un año después con la muerte de Slovak, que afectó profundamente al resto del grupo. Jack Irons dejó la banda, mientras que Kiedis y Flea, un tiempo después, decidieron continuar y buscar un nuevo guitarrista y batería. Eligieron a DeWayne "Blackbyrd" McKnight, amigo de George Clinton y antiguo miembro de la banda de funk Parliament, como sustituto de Slovak. Para el puesto de batería llamaron al amigo de Flea D.H. Peligro (antiguo miembro de la banda de punk rock Dead Kennedys). 
Pero estos reemplazos no llegaron a funcionar. McKnight tocó en cuatro conciertos (Alcohol Salad, Palo Alto, Santa Clara y Oakland) y fue el primero en ser despedido. Poco después, D.H. Peligro animó a Flea a improvisar con un chico al que había visto tocar la guitarra como nadie: John Frusciante. Fueron al garaje de Peligro, y allí fue donde Flea conoció a Frusciante. Tocaron los tres juntos durante todo el día, y de esa primera sesión Flea cree que empezó a tocar la parte de bajo de "Nobody Weird Like Me". Más tarde Flea llamó a John para participar en la grabación de 4 temas que Flea estaba haciendo en su casa. De aquellas sesiones Flea sacó la conclusión de que Frusciante era el sustituto ideal para Slovak. Flea contactó con Anthony Kiedis, quien estaba con su familia en Míchigan, y le contó lo de Frusciante. Anthony volvió a Los Ángeles para ver tocar a Frusciante en una improvisación con Thelonious Monster, y quedó impresionado, así que John se convirtió en el nuevo guitarrista. 
D.H. Peligro continuó un tiempo con la banda, realizando una pequeña gira de conciertos (entre septiembre y diciembre de 1988), y componiendo canciones del futuro nuevo álbum como "Stone Cold Bush", "Punk Rock Classic" y "Sexy Mexican Maid". Pero la química con el resto de la banda no era la ideal, y decidieron sustituirlo por otro. Después de un interminable casting de bateristas, Denise Zoom les comentó que conocía a un chico de Detroit que "desayunaba a la batería cada mañana", y tras improvisar con él decidieron contratarlo: se trataba de Chad Smith.

## Grabación y producción
Al contrario que las sesiones interrumpidas y entrecortadas de The Uplift Mofo Party Plan, donde Anthony Kiedis a menudo desaparecía para buscar drogas, las sesiones para Mother's Milk trascurrieron de forma fluida. La banda grabó los principales temas durante marzo y abril de 1989 en los estudios Hully Gully en Silver Lake. Canciones como "Knock Me Down", con tonos más melódicos, surgieron de sesiones donde no se encontraba presente el productor Beinhorn. Según Flea, en estas sesiones en Hully Gully "tocamos más duro y rápido que nunca,[...] tocábamos constantemente, para conocernos mejor el uno al otro, y aquello dio como resultado un nuevo álbum". Kiedis y Flea reconocieron que la presencia de Frusciante llegó a ser una influencia significativa en el nuevo material de la banda. Flea recalcó que "John fue un nuevo e inmenso elemento para el sonido de nuestra banda que abría nuevos caminos".
En abril de 1989, los Chili Peppers se embarcaron en una pequeña gira ("Positive Mental Octopus tour") para que Chad y John se familiarizaran en cómo la banda manejaba las actuaciones en directo. Tras la serie de conciertos, volvieron al estudio Ocean Way Recording para terminar de grabar Mother's Milk. El productor Michael Beinhorn les presionó constantemente para que crearan algún hit. Las diferencias de criterio sobre qué dirección musical debía tomar el álbum se hicieron palpables con los enfrentamientos del productor con Frusciante y Kiedis, y quedó reflejado en la variedad de estilos que se ven reflejados a lo largo del álbum.

## Escritura y composición
El estilo musical de la banda evolucionó con la llegada de Frusciante. En palabras de Beinhorn, "era evidente que John era el guitarrista perfecto para la banda. Trajo unos elementos de escritura y composición que la banda jamás habría tratado antes de su llegada. Creo que John es una figura central en los Chili Peppers, siendo como es un compositor distinguido". Frusciante modificó el sonido de la banda introduciendo melodías, armonías y estructuras musicales más complejas. Al contrario que en los anteriores álbumes del grupo, donde predominaban las canciones basadas en el ritmo, Mother's Milk contenía composiciones melódicas que se vieron reflejadas en las letras de las canciones.
Mother's Milk ofrece un abanico de estilo musicales en sus trece temas. "Knock Me Down" introdujo uno de los cambios más radicales en el estilo de la banda. La letra a modo de introspectiva, que analiza la muerte de Hillel Slovak y el efecto devastador de las drogas, abrió un nuevo camino en el temario de Kiedis, que hasta entonces se había centrado en el sexo y el estilo de vida hedonista. Musicalmente supuso un giro hacia sonidos melódicos, y fue lanzado como sencillo.
"Higher Ground" fue otra canción que ayudó a los Chili Peppers a alcanzar el éxito internacional. "Pretty Little Ditty" fue un tema instrumental, y de los pocos del disco donde sólo se escucha a una sola guitarra, y donde nuevamente destaca el nuevo estilo melódico. Al igual que "Taste The Pain", con un ritmo más meditativo. Otros temas como "Stone Cold Bush" tocan el tema de la prostitución, mientras que "Punk Rock Classic" es un pequeño homenaje musical a la típica canción de punk rock de los Black Flag y The Germs (bandas que influenciaron profundamente a los Chili Peppers).

## Promoción, lanzamiento y gira
El director Drew Carolan fue contratado para filmar los videos musicales de "Higher Ground" and "Knock Me Down" antes del lanzamiento de Mother's Milk. El álbum fue lanzado el 22 de agosto de 1989, alcanzando el puesto 52 en el Billboard 200 de Estados Unidos. En Europa no tuvo tanto éxito, pero en Australia llegó al puesto 33. "Knock Me Down" llegó al número 6 de la lista U.S. Modern Rock Tracks mientras que "Higher Ground" alcanzó el número 11, y estos sencillos sí llegaron a aparecer en las listas europeas.
Inmediatamente después del lanzamiento, la banda inició una extensa gira por los Estados Unidos, Europa y Japón, que se extendió hasta 1990, donde se empezaron a escuchar los primeros temas del que sería su siguiente álbum: Blood Sugar Sex Magik.

## Lista de canciones
Todas estas canciones han sido escritas por Flea, Frusciante, Kiedis y Smith a menos que se indique otro autor.
| #  | Canción                          | Duración |
| -- | -------------------------------- | -------- |
| 1  | "Good Time Boys"                 | 5:02     |
| 2  | "Higher Ground" (Wonder)         | 3:23     |
| 3  | "Subway to Venus"                | 4:25     |
| 4  | "Magic Johnson"                  | 2:57     |
| 5  | "Nobody Weird Like Me"           | 3:50     |
| 6  | "Knock Me Down"                  | 3:45     |
| 7  | "Taste the Pain"                 | 4:32     |
| 8  | "Stone Cold Bush"                | 3:06     |
| 9  | "Fire" (Jimi Hendrix)            | 2:03     |
| 10 | "Pretty Little Ditty"            | 3:07     |
| 11 | "Punk Rock Classic"              | 1:47     |
| 12 | "Sexy Mexican Maid"              | 3:23     |
| 13 | "Johnny, Kick a Hole in the Sky" | 5:12     |

Bonus tracks de la versión remasterizada del 2003
| #  | Canción                                      | Duración |
| -- | -------------------------------------------- | -------- |
| 14 | "Song That Made Us What We Are Today (Demo)" | 12:56    |
| 15 | "Knock Me Down" (Original Long Version)      | 4:44     |
| 16 | "Sexy Mexican Maid" (Original Long Version)  | 3:59     |
| 17 | "Salute to Kareem" (Demo)                    | 3:24     |
| 18 | "Castles Made of Sand" (Live) (Hendrix)      | 3:50     |
| 19 | "Crosstown Traffic" (Live) (Hendrix)         | 2:53     |

### Caras B y canciones no incluidas
| Canción                       | Duración | Cara B de |
| ----------------------------- | -------- | --- |
| «Millionaires Against Hunger» | 3:28     | «Knock Me Down» y «Taste the Pain», - Grabado en las sesiones de Freaky Styley                               |
| «Show Me Your Soul»           | 4:22     | «Knock Me Down» y «Taste the Pain» - Lanzado como sencillo para la banda sonora de la película Pretty Woman. |
| «Politician»                  | 0:12     | «Higher Ground»                                                                                              |

## Curiosidades
- El álbum fue dedicado a Hillel Slovak.
- "Pretty Little Ditty" fue sampleada por la banda Crazy Town en su canción "Butterfly".
- El álbum incluye la versión de "Fire" de Jimi Hendrix, la que sería la última canción grabada en estudio con Slovak y Jack Irons, el grupo anteriormente ya había interpretado esta canción en vivo desde sus primeros conciertos.
- El comienzo de la canción "Sweet Child O' Mine" de Guns N' Roses fue sampleado al final de "Punk Rock Classic".
- El videoclip de Fire realmente fue hecho un año antes del lanzamiento del álbum, con Hillel Slovak y Jack Irons en la banda, y fue grabado con imágenes de un concierto de 1988 en Finlandia, el último con la formación fundadora del grupo antes de la muerte de Slovak y del retiro de Irons.
- La canción Show Me Your Soul fue inicialmente planeada para el álbum pero no fue tenida en cuenta, Posteriormente fue lanzada varias veces como Lado b de Taste The Pain o Knock Me Down, y finalmente, fue incluida en la banda sonora de la película Pretty Woman. y luego en su recopilación de 1992 What Hits!?

## Equipo de producción
Red Hot Chili Peppers
- Michael "Flea" Balzary - Bajo, Trompeta
- John Frusciante - Guitarra
- Anthony Kiedis - Voz, Concepto del Art Cover
- Chad Smith - Batería
- Jack Irons - Batería (En pista #9)
- Hillel Slovak - Guitarra (En pista #9)

## Músicos adicionales
- Fish - Batería (en "Taste the pain")
- Keith "Tree" Barry - Saxofón
- Dave Coleman - Chelo
- Patrick English - Trompeta
- Michael Beinhorn - Productor, Ingeniero
- Eddie DeLena - Ingeniero
- Felix Pappalardi - Productor
- Garth Richardson - Ingeniero
- Dave Jerden - Mixing
- Vicki Calhoun - Voz (fondo)
- Bruno Deron - Voz (fondo)
- Merrill Ward - Voz (fondo)
- Joel Virgel Viergel - Voz (fondo)
- Wag - Voz (fondo)
- Jack Sherman - Voz (fondo)
- Aklia Shin - Voz (fondo)
- Kristen Vigard - Voz (fondo)
- Julie Ritter - Voz (fondo)
- Iris Parker - Voz (fondo)
- Gretchen Seager - Voz (fondo)
- Henry Márquez - Dirección Artística, Diseño
- Peter Shea - Dirección Artística, Diseño
- Nels Israelson - Fotografía

- Datos: Q638409